# Rodgau Monotones
Rodgau Monotones is een Duitse band uit de NDW-periode.

## Carrière
In november 1977 troffen zich vijf muzikanten uit de regio Rodgau voor de eerste keer in het repetitielokaal en formeerden de Rodgau Monotones. Ze wilden samen muziek maken, geen Deutsch/jazzrock, maar liefst party-rock. Tijdens de eerste jaren beperkte men zich tot het spelen van nummers van ZZ Top, Johnny Winter en Queen, voorzien van Duitse teksten. In 1978 voegde Hendrik 'Henni' Nachtsheim (saxofoon) zich bij de band, die later ook als lid van het comedyduo Badesalz bekend werd.
Het eerste optreden van de band vond plaats tijdens het carnaval in 1978 in Offenbach am Main, als pauzevulling van het Hartz Reinhard Revival. Daarna volgden een reeks optredens in kleinere plaatsen, waar al tot 2000 mensen naar de concerten kwamen, toen de band in Frankfurt am Main nog onbekend was. In 1980 volgde dan het eerste optreden in de Batschkapp in Frankfurt-Eschersheim, dat wegens gebrek aan repertoire na een uur werd beëindigd.
In 1982 kwam hun eerste album Wollt ihr Musik, oder was? uit en gingen ze regionaal op tournee. Met de single Ei Gude wie uit hun tweede album Fluchtpunkt Dudenhofen behaalden ze hun eerste radio-airplay. De hitsuccessen van het album Volle Lotte (16e plaats) en de single Die Hesse komme! (22e plaats) bezorgden de band hun definitieve doorbraak. In 1985 kreeg hun succes een vervolg met de lp Wir sehn uns vor Gericht (23e plaats) en de single Hallo, ich bin Hermann (75e plaats). In hetzelfde jaar speelden ze in de Band für Afrika samen met andere rockgrootheden op de Keulse domplaats de Duitse bijdrage Nackt im Wind voor het Live Aid-concert.
Na de deelname aan het festival in het Bieberer Bergstadion in 1983 in Offenbach am Main met Santana, Bob Dylan en Joan Baez volgde in 1984 Pampa Power in het stadion am Bornheimer Hang van FSV Frankfurt met Flatsch, de Crackers, Feinbein, Hob Goblin en Roger Chapman het Anti-WAAhnsinns-Festival en in oktober 1985 in navolging aan een optreden bij Kuli in Einer wird gewinnen bijkomend nog een optreden in het ARD-Rockpalast.
De karikaturist Chlodwig Poth produceerde in 1985 met zijn dochter Leonore de 30 minuten durende muziekfilm Rodgau Melodies – Die Rodgau Monotones und ihre Lieder met animatie-elementen voor de HR. De primitieve handeling van de film, ondertussen op dvd verkrijgbaar, speelde aan een Rodgauer kiosk.
In juli 1987 hadden ze een gezamenlijk optreden met Herbert Grönemeyer en de band Die Toten Hosen tijdens de demonstratie tegen de geplande opwerkingsfabriek voor kernafval in Wackersdorf. In 1987 vervoegde de saxofonist Achim Farr zich bij de band. In 1990 verliet Henni Nachtsheim de band en formeerde samen met Gerd Knebel van Flatsch! het comedyduo Badesalz. Anderhalf jaar pauzeerden de Rodgau Monotones, waarna ze met de zangeres Kerstin Pfau de juiste vervanging hadden gevonden voor de zang.
In het midden van 2001 kwam er wederom een breuk, nadat Achim Farr de band op zijn eigen verzoek verliet. Met deze aderlating werd ook het blazersset met Joachim Kunze (trompet) en Thomas Wimbauer (trombone) ontbonden. Als nieuwe saxofonist kwam Matthias 'Mattl' Dörsam erbij.

## Jubilea
In maart 2003 vierden de Rodgau Monotones hun 25-jarig podiumjubileum in twee uitverkochte concerten in de Stadthalle Offenbach, samen met hun oude gabbers Flatsch!, Hob Goblin, Die Crackers en 8000 fans.
Hun 30-jarig jubileum vierden ze in augustus 2008 samen met talrijke gasten, waaronder Anne Haigis, Wolfgang Niedecken, Hendrik Nachtsheim, Gerd Knebel en Jürgen Zöller in het Hanauer Amphitheater. Het drie uur durende concert werd in september 2008, samen met het twee uur durende unplugged-concert van mei 2008 en de film Rodgau Melodies door de HR als Die lange Rodgau Monotones Nacht uitgezonden.

## Onderscheidingen
In april 2009 kregen de Rodgau Monotones de gouden burgermedaille van de stad Rodgau uitgereikt.

## Discografie

### Singles
- 1980: Marmor, Stein und Eisen bricht (vinyl)
- 1983: Ei Gude Wie (vinyl)
- 1983: St. Tropez am Baggersee (vinyl)
- 1984: Die Hesse Komme! (vinyl)
- 1984: Volle Lotte (vinyl)
- 1985: Mein Freund Harvey (vinyl)
- 1985: Hallo ich bin Hermann (vinyl)
- 1985: Band für Afrika - Nackt im Wind (benefiet-Single) (vinyl)
- 1986: Keine Lust (zu tanzen) (vinyl)
- 1986: Kopfweh (vinyl)
- 1988: So oder so (vinyl)
- 1988: Wir spielen immer nur dasselbe (vinyl)
- 1988: Wir ham das Recht und die Pflicht zur Party (vinyl) (WEA)
- 1990: Ei Karl (Männer ohne Nerven) (vinyl)
- 1990: Gigantisch (vinyl)
- 1991: Die Zeitzocker
- 1994: Das ist heute nicht mein Tag
- 1995: Bad Orb, Bad Orb
- 1998: Die Hesse Komme '99
- 1999: Vielen Dank für Garnix
- 2003: Silberhochzeit (Die Single) (Rockport/rough trade)

### Studioalbums
- 1982: Wollt Ihr Musik, oder was?! (Rockport Records)
- 1983: Fluchtpunkt Dudenhofen (Rockport Records)
- 1984: Volle Lotte (Rockport Records)
- 1985: Wir seh'n uns vor Gericht (Rockport Records)
- 1986: Sportsmänner (WEA)
- 1988: Schön, reich und berühmt (WEA)
- 1990: Sieben (EMI)
- 1994: Eukalyptus now! (MMS, vanaf 1998 distributie door Rockport Records)
- 1998: The Too Early Tapes
- 2000: Adrenalin (USG, overgenomen in 2000 door TIS/Warner, vanaf 2002 distributie door Rockport Records/Rough Trade)
- 2003:  Silberhochzeit (Rockport Records)
- 2005:  Volle Lotte - Hessen Platin (Rockport Records)
- 2008:  Ein Leben für Lärm
- 2015: Genial

### Livealbums
- 1984: Live – voor de ZDF-uitzending spezial (Rockport Records)
- 1992: Live Plus (2 cd's) (Rockport Records)

### Compilaties
- 1996: Risiken und Nebenwirkungen (2 cd's) (Rockport Records)
- 1992: Ein schönes Durcheinander (Rockport Records)
- 1997: Kerle Kerle
- 1998: Best Of
- 2010: Das Beste (2 cd's) (Rockport Records)

### Video en dvd
- 2000: Adrenalin (video)
- 2003: Silberhochzeit (live in de Stadthalle Offenbach met de gasten van het 25-jarig Jubileum van Flatsch, Die Crackers en Hob Goblin) (Rockport Records)
- 2004: Geklaut (Live in het Amphitheater Hanau)
- 2013: Bergfest (video) (Live uit het Amphitheater Hanau - t.g.v. het 35e bandjubileum)